# Uinta (massís)
El Uinta és un massís del nord-est de Utah i l'extrem nord-oest de Colorado, als Estats Units. És una serralada secundària de les muntanyes Rocoses i la serralada més alta de totes les dels Estats Units continentals que van d'est a oest, i es troben a uns 160 km de Salt Lake City. Els cims varien d'alçada entre 3.400 i 4.100 metres, i el més alt és Kings Peak amb 4.123 metres el punt més alt de Utah.